# 卡爾皮夫齊 (舊西尼亞瓦區)
49°33′41″N 27°24′46″E / 49.56139°N 27.41278°E
卡爾皮夫齊（烏克蘭語：Карпівці）是位於烏克蘭西部的村莊，由赫梅利尼茨基州裡赫梅利尼茨基區的舊西尼亞瓦市鎮負責管轄。該村始建於1550年，面積2.35平方公里，海拔高度317米，2001年人口163，人口密度每平方公里69.5人。